# كليف فينلايسون

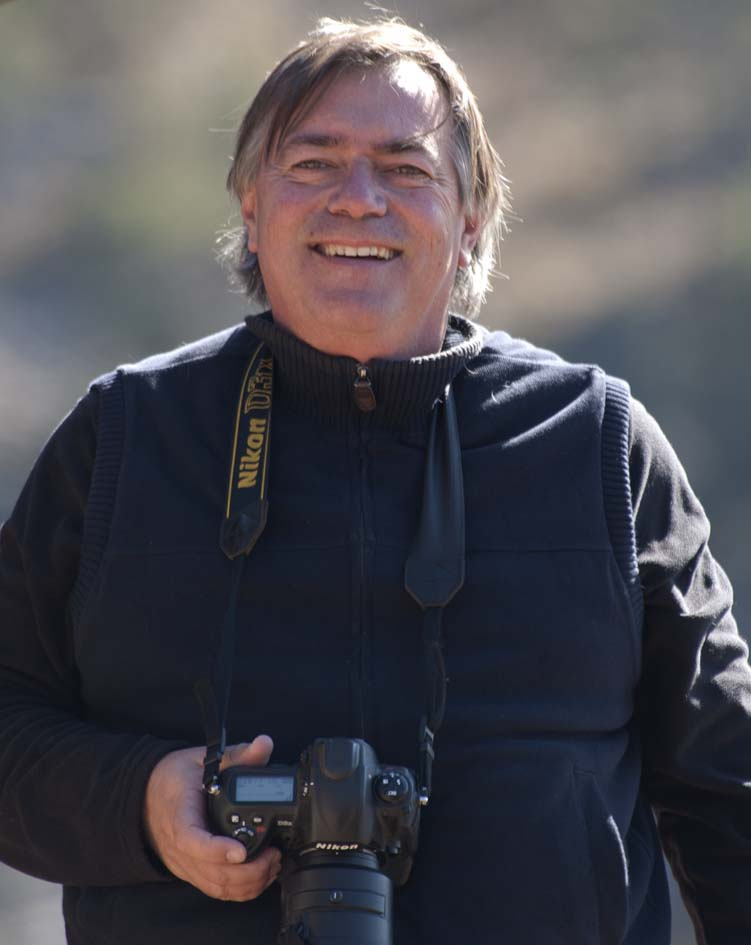
كليف فينلايسون

كليف فينلايسون Clive Finlayson ولد في 15 يناير 1955 هو عالم الحيوان من جبل طارق، وأخصائي علم الإنسان القديم وعلم الحفريات. وهو المدير الحالي لمتحف جبل طارق.  
نشرت Finlayson العديد من الأعمال التي تستند أساسًا إلى أبحاثه والتي تشمل أعمال التنقيب الجارية في كهف Gorham's في جبل طارق، وهو آخر موقع معروف للإنسان البدائي Nendderthals. 